# البراكين الطينية في أذربيجان
وقد وجدت البراكين الطين على هذا الكوكب طريقهم في 26 بلدا (كولومبيا وترينيداد ورومانيا وأوكرانيا وروسيا وإيران وباكستان وبورما وماليزيا وغيرها).أراضي أذربيجان هي منطقة فريدة من نوعها حيث البراكين الطين تجد الكثير. أكثر من 850 البراكين الطينية في كوكبنا تقع في منطقة أذربيجان الشرقية - شبه جزيرة ابشيرون، منطقة شماخى - غوبوستان، وانخفاض حوض كورا وأرخبيل باكو.وهكذا، أذربيجان يسمى بحق بركان الطين.في كلا المصطلحين، فضلا عن بعض خصائصها (وظيفتها متعددة الأوجه وأكثر نشاطا)، البراكين الطين الأذربيجانية تختلف عن تلك الموجودة في بلدان أخرى وتوجيه الانتباه إلى تنوع الأشكال.هناك العديد من المورفولوجية (المخروطية، ديافوريتيك، لايلافاري) البراكين.وقد لوحظ حفر، في الخارج (الغواصة، الجزيرة) والعديد من البراكين البركانية في السطح (القاري)، نشط، "إطفاء"، 150-250 سنة.تم اكتشاف البراكين جزءا لا يتجزأ من حفر الآبار وفك تشفيرها بواسطة صور الفضاء.تلة فولكان يلتقي نقطة الحفرة.قطر الحفرة هو 15-500 م، وقاعدته 150-3000 م وأكثر من ذلك.البراكين الطينية، واحدة من أحداث نادرة ورائعة من الطبيعة، هي استكشاف الطبيعي العميق جيدا وهذا هو خالية من التكلفة، وبالتالي دراستهم لها أهمية كبيرة.كما توفر البراكين، مثل آبار النفط، معلومات للجيولوجيين عن بنية طبقات عميقة من الأرض.

## أنواع

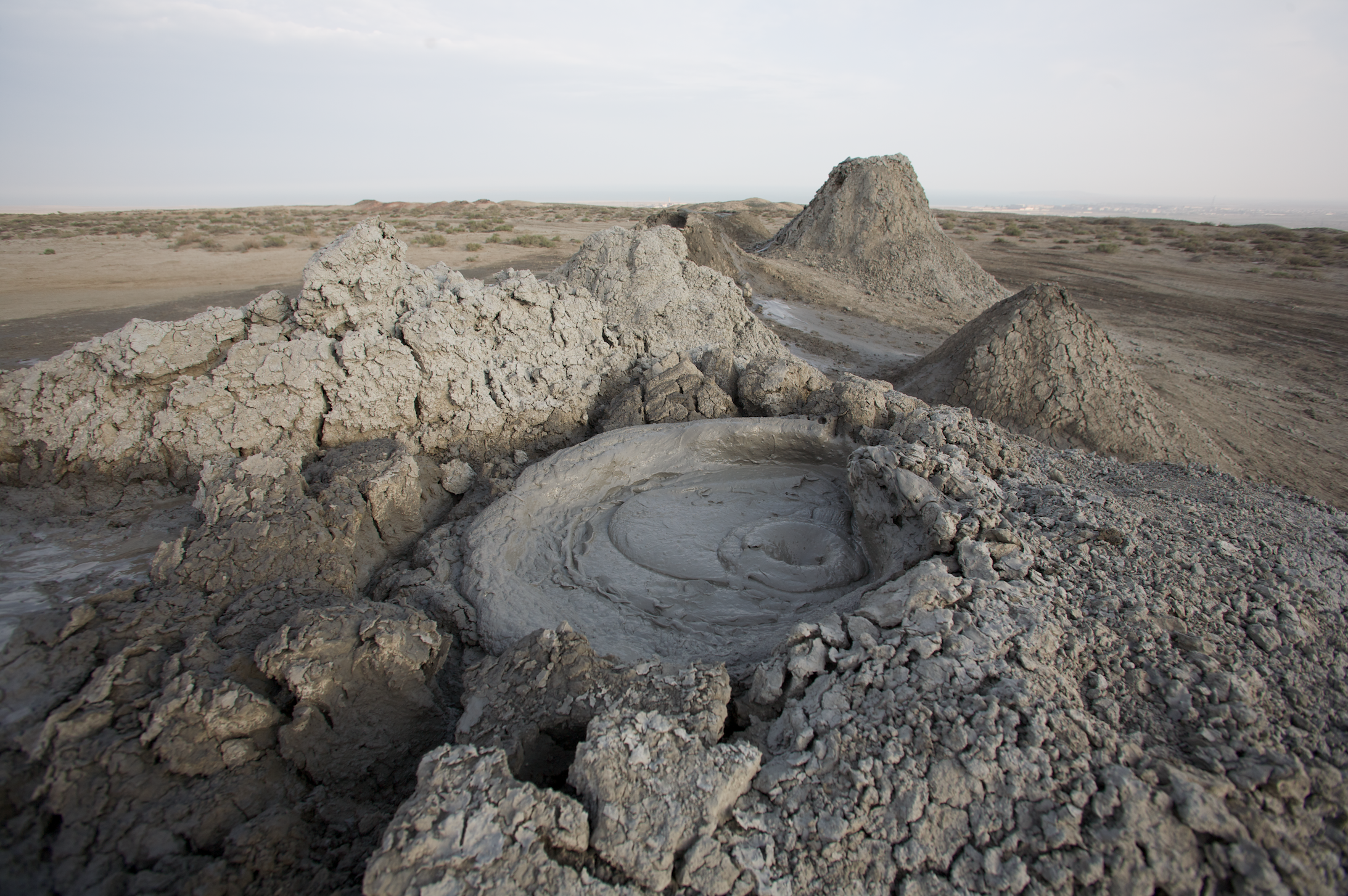

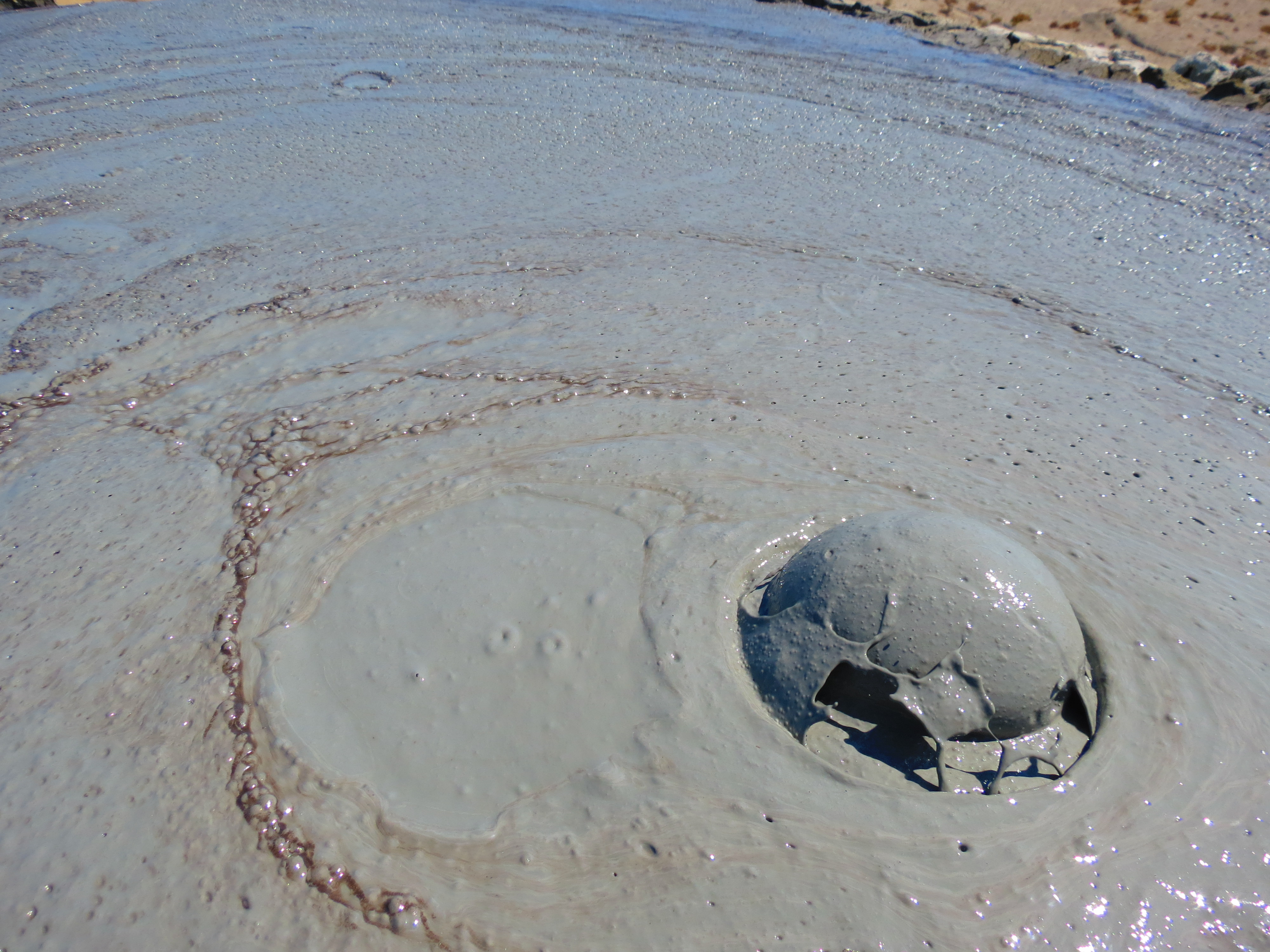

هناك 190 البراكين الطين والمظاهر البركانية على الأرض.وأكبرها في أبشيرون - أوتمانبوزداغ، بوزداغ غوزديك، غوبوستان - توراغاي، بيج كينديرداغ (ارتفاعها يصل إلى 400 متر).هناك أكثر من 200 البراكين الطين الغواصات في بحر قزوين الجنوبي.120 منها في القطاع الأذربيجاني من بحر قزوين.هناك ثمانية أصل بركاني (هارا زيرا، زانبيل، غاراسو، سانجي موغان، جيل، الخ) في أرخبيل باكو.هناك علاقة وثيقة بين البراكين الطينية والزلازل والزلازل.الزلازل القوية (5-6 نقاط وأكثر) تسبب البراكين الطينية لتنشيط وتندلع.

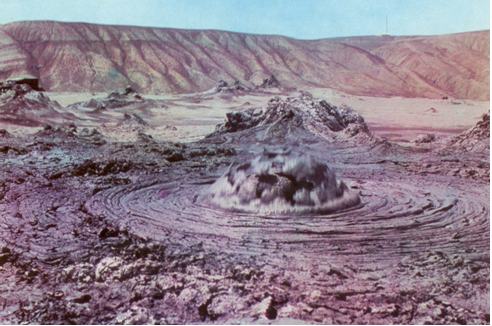

ونتيجة للتحقيقات، لوحظ النشاط البركاني أثناء إعداد الزلزال (ازداد التوتر)، ونسبة بعض المكونات في تكوين الغازات والمياه التي تم استخراجها على سطح الزلزال.وتحتوي الغازات على الهليوم وثاني أكسيد الكربون والماء، وفي بعض الحالات تتزايد الكلوريدات والكبريتات.وينبغي استخدام هذه الحقائق كمعايير تنبؤية للزلازل في بعض المحاور المحلية.واحدة من الأحداث الأكثر إثارة للاهتمام في الطبيعة هو ثوران البركان غير متوقع.يبدأ ثوران بركان الطين فجأة وهو قصير العمر على النقيض من البراكين المجنط.هناك انفجار قوي للانفجارات البركانية، عمود اللهب 250-500 متر على الحفرة.جنبا إلى جنب مع الطين، وألقيت الحجارة الفتات إلى ارتفاع 40-90 م وانتشر في جميع أنحاء الكتلة.وبالإضافة إلى ذلك، تبدأ ثورة قوية مع الشقوق في اتجاهات مختلفة بدءا من موقع الحفرة.طولها في بعض الأحيان 1 كم أو أكثر، والعرض هو 5 أمتار وعمق 500 متر.وتبلغ مساحة بريشيا، التي تنتجها بعض البراكين الكبيرة على سطح الأرض، 32 كيلومترا مربعا (من داشماردان)، وحجمها إلى 16 مليار متر مكعب (سيرتش-باشالي).عندما اندلع البركان، وهناك الكثير من الغاز على السطح، وأحيانا 30-40 مليون متر مكعب (لوكباتان، 1977 ).وفي كل عام، يوجد في المتوسط 3-5 مجلدات من الانفجارات البركانية في أذربيجان.خلال المائتي سنة الماضية ( 1810 - 2006 )، تم تسجيل 309 ثوران على 81 براكين.هناك العديد من البراكين البركانية النشطة والمتكررة. لوكباتان (23 مرة)، شيخزاييرلي (20 مرة)، كيري (15 مرة)، غوششو (11 مرة)، الربيع (8 مرات).نشاط البراكين الطينية الموجودة قبل 30-35 مليون سنة.ووفقا للحسابات، أنتجت البراكين 100-120 مليار متر مكعب بريشيا على السطح.تتشكل ميكروفورمز متعددة (سالز، غريفون، فخ) في مجال الحفرة من الانفجارات البركانية القوية.أنها تنتج الغاز الدورية، والمياه، والطين الجير، وأحيانا النفط.معدل تدفق الغاز اليومي لبركان داشجيل ما يقرب من 30-40 ألف م 3.جنوب غوبوستان البراكين الطين سنويا استخراج 250 مليون متر مكعب من الغاز.التركيب الكيميائي للبراكين والغازات المنتجة على سطح البراكين هو مماثل لتكوين الغاز والماء الودائع.وهناك أيضا البراكين الطين ثوران آخر.يحدث هذا الانفجار دون نفايات الطين.في هذه الحالة، يتم إزالة بريسيا تدريجيا من حلق البركان.هذه الظاهرة نادرة جدا.ولا يوجد في أذربيجان سوى ثوران من البراكين في غوبوستان - سييلداغ وكيوتورداغ.بدأ ثوران بركان في 4 يونيو 1970 واستمر لمدة شهر.هنا، خرق بركان شبه الجافة لديها حجم 50x60 مترا وارتفاعها حوالي 40 مترا.في الأيام الأولى، كانت سرعة هذه الكتلة حوالي متر واحد في اليوم.ومن المثير للاهتمام، لوحظ حرق الغازات الهيدروكربونية من الشقوق أثناء اندلاع (حوالي 3 أشهر).

## بحث

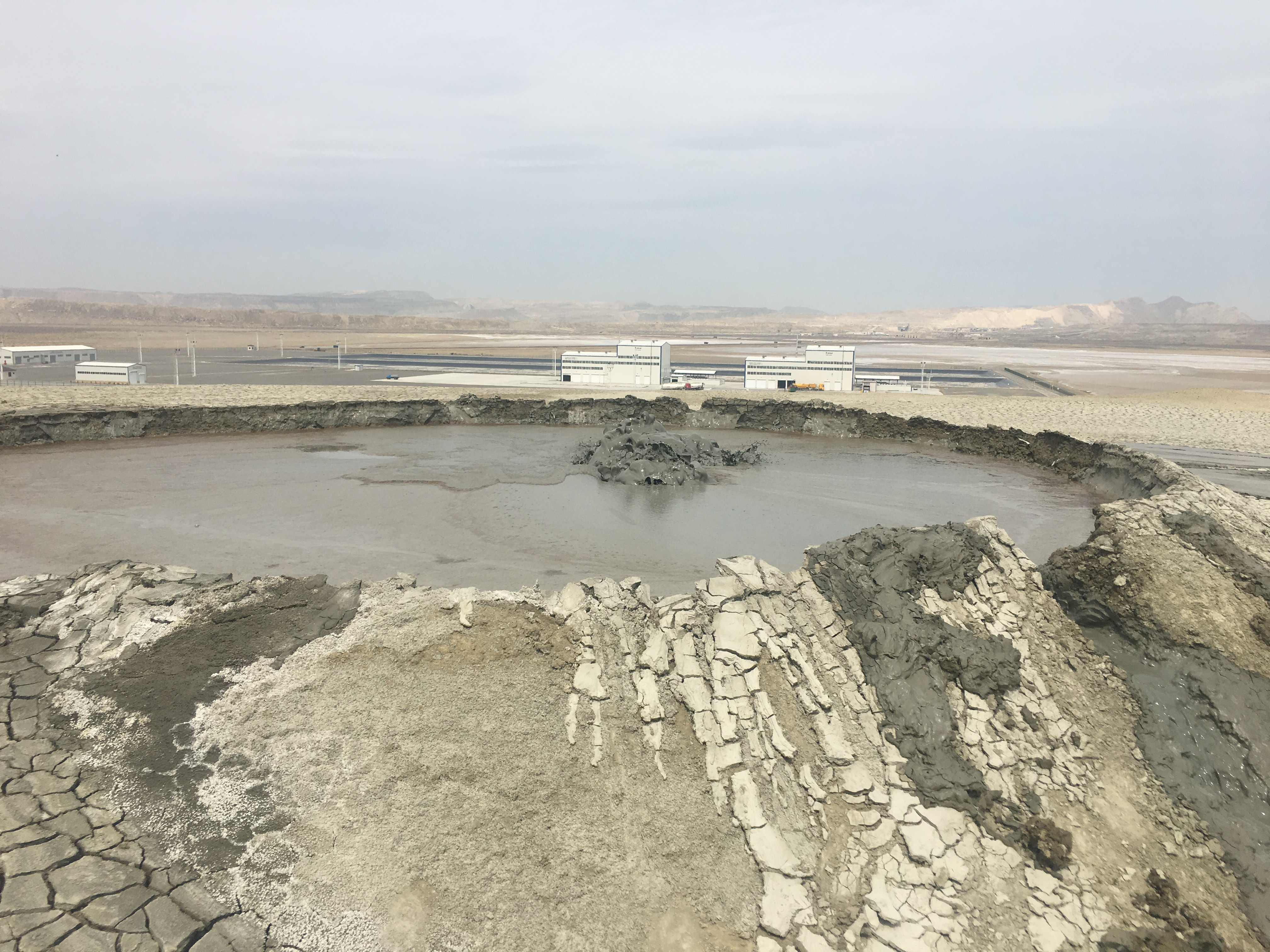

واستمر الانفجار (الضغط من الطين) دون انقطاع في بركان كوتورداغ لمدة 100 سنة.في حفره، كتلة الطين شبه الجافة، التي هي الإنبات، يتناقص تدريجيا على طول المنحدر البركاني، مقسمة إلى قطع كبيرة نتيجة لوزنه بعد الوصول إلى ارتفاع معين.مصنع الجعة يعمل مثل كعكة من الأنبوب، بطول 50 مترا وعرض 15 مترا مع الكراك الحفرة.ووفقا للتقديرات، فإن سرعة هذا التدفق في 1926 - 1927 كانت 42 مترا في السنة.وهناك عملية مماثلة لا تزال مستمرة في بركان تشيكينسك، وتقع في غرب الكوبي.وفي عام 2001، بلغ عدد الانفجارات مستويات قياسية.وهكذا، سجلت 16 ثورة بركانية في سنة واحدة.اثنان منهم مسجلان على البحر (بوزوفنا، شيجيل-دينيز)، وأربعة في أبشيرون (لوكباتان، كيريكي، بوزداغ-هوكمالي، مصلى) و 10 في غوبوستان (دورانداغ، أيازاخترما، شيخزاييرلي، سولاخاي، شاكيخان وغيرها).في السنوات التالية، لوحظت ثورات قوية: في 2002 - 2 (كيريكي، جزيرة سانجي-موغان)، في عام 2003 - 2 (بوزداغ غوزديك، غاراكالار)، في عام 2004 - 7 (شيخزاييرلي، دورانداغ، أيرانتاكين، سوليماناخترما، غوتور، أوتمانبوزداغ)، في عام 2005 - مرة أخرى في غوتور، في عام 2006 - جزيرة تشارازيرا (أرخبيل باكو).وكانت بعض الانفجارات بشكل غير متوقع مرتين في هذه السنوات.على سبيل المثال، كيريكي ( 2001، 2002 )، شيخزاييرلي ( 2002، 2004 )، دورانداغ ( 2001، 2004 )، كوتور ( 2004، 2005 ).في منطقة غارداغ، يتم تدمير البراكين الطينية بوشكوشول في 41 كيلومترا من بركان أختم- غاراداغ بالقرب من مصنع الأسمنت، بركان لوكباتان، والطريق الشماخى.تقع بالقرب من محطة بوتا، لوكباتان على الواجهة البحرية، البراكين سيغول-غاراداغ، وتقع شرق السهول الفيضية غارداغ، غنية بالجيل، فضلا عن الأحجار الكريمة دولوميتيزد، وبالتالي يتم تدميرها ونقلها الاسمنت والطوب والمواد الخام السيراميك.
وكشفت الدراسة أن معظم البراكين الطينية في غوبوستان تقع بعيدا عن المستوطنات، ولكن بالقرب من العديد من البراكين هناك قرى ومستوطنات من نوع حضري ومرافق زراعية في شبه جزيرة ابشيرون ومنطقة شماخى.ونتيجة لعدم المسؤولية من البراكين الناس تتحول إلى القمامة (مدرسة، شارهان، مليكشوبانلي، بركان جيرول تقع في منطقة الشماخى، بركان كيري في أبشيرون وغيرها).انها ليست دقيقة فحسب، بل أيضا من الناحية البيئية مصدرا للخطر.

## الجبل الرمادي

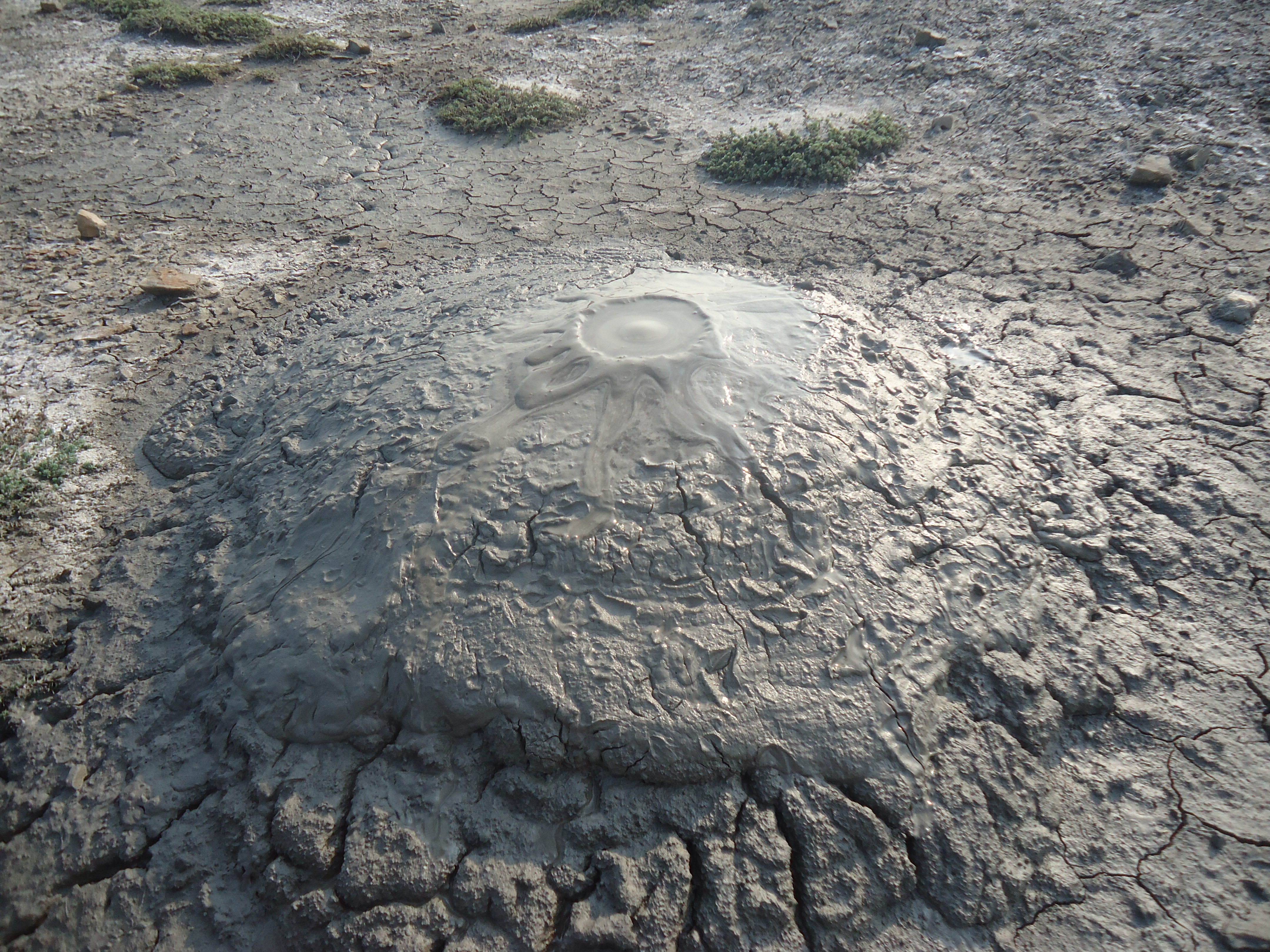

الجبل الرمادى - يقع بركان جوبو على بعد 3 كم شمالا من شمال قرية جوبو على بعد 15 كم شمال غربى شمال شرق باكو.وهي واحدة من أكبر والبراكين النشطة من أبشيرون الغربية.أحد البراكين يقع على جبال غوبو و 800-1000 م شرقا منه.البركان يحتوي على أكثر من 100 غريفينز والأملاح و 5 زجاجات انقرضت كبيرة.وتبلغ المساحة التي تنتشر فيها السلالات البركانية 437 هكتارا، ويبلغ سمك الغطاء الكلي 80 مترا ويبلغ حجم النفايات البركانية 349.6 مليون متر مكعب.تم تسجيل أول ثورة في عام 1827.في عام 1885، 1894، 1902، 1952، 1964، 1966، 1968، 2002، وقعت ثورات.بعض هذه الانفجارات كانت مرتبطة زلازل شاماخي قوية (على سبيل المثال، 1902 ).الخطر الرئيسي هو أن الناس يبنون منازل وطرق قريبة من البراكين دون التفكير في المستقبل.على سبيل المثال، بنيت المباني السكنية على بركان زكيلبيري في خيردلان.تم بناء بركة مياه كبيرة في منطقة بركان أبيكس في منطقة بيناغادي، ومن المستحيل الآن إجراء بحوث في هذه البراكين.على مدى السنوات الثلاث الماضية، تم إنشاء مساحة معيشة كبيرة في شبه جزيرة ابشيرون، وكذلك كيريكي، بوز - غوبو وبوز الجبل - بركان هوكمالي.وقد ازداد عدد المباني التي بنيت بالقرب من حفرة بركان غوبو الجبلية الجبلية، وفي بضع خطوات من منازل الكراك التي ظهرت في تموز / يوليه 1999، في أعقاب اندلاع الثوران البركاني في شبه جزيرة أبشيرون.يتم توزيع الأرض على المنحدرات المنحدرة من فولكان.وقد وزعت جميع الخفافيش المطفأة التي ذكرناها أعلاه على السكان (250 في الشمال الشرقي من البركان و 150 في الشمال الغربي) من البراكين الجبلية غوبو وبوز مونتينهوكمالي.تم بناء المنحدرات وتم بناء المنازل وتم بناء مساحة معيشة كبيرة.منطقة الكوارث الطبيعية هي أيضا منطقة كارثة بشرية المنشأ.ستخضع البيوت المكونة من 3 إلى 3 طوابق والمبانى في المناطق السكنية حيث تقع جميع الانفجارات البركانية للانهيار والتحول بمرور الوقت.هناك شقوق في بعض المنازل التي بنيت في منطقة تسمى "أتيالي"، وبعضها قد سقط.يقع بركان كيريكي في منطقة بيناغادي، على بعد 12 كم شمال باكو، جنوب غرب بيناغادي، وهو واحد من البراكين في شبه جزيرة ابشيرون.وفقا لمورفولوجيا، البركان مذهب، ارتفاعه المطلق هو 146 م والحفرة صغيرة نسبيا.تم تسجيل أول ثورة في عام 1824.بركان اندلعت 15 مرة.أربع مرات ( 1824، 1830، 1865، 1885 ) في القرن التاسع عشر، ثماني مرات ( 1902، 1915، 1952، 1957، 1964، 1966، 1968، 1989 و1991 ) كانت في القرن العشرين.